# نراتوویتسه
نراتوویتسه (به چکی: Neratovice) یک منطقهٔ مسکونی در جمهوری چک است که در ناحیه میلنیک واقع شده‌است. نراتوویتسه ۱۶٬۳۶۳ نفر جمعیت دارد.

## خواهرخوانده
شهر رادبرگ خواهرخواندهٔ نراتوویتسه هست.